# Kristen Santos-Griswold
Kristen Santos-Griswold (Fairfield, 2 november 1994) is een Amerikaans shorttrackster.

## Biografie
Santos begon op driejarige leeftijd met kunstschaatsen en raakte geïnteresseerd in shorttrack toen ze op televisie een reclame zag met daarin de Nederlandse shorttrackster Wilma Boomstra, die later haar coach werd. Ze begon op negenjarige leeftijd in haar geboorteplaats Fairfield, Connecticut met de sport. Na de middelbare school verhuisde ze naar Salt Lake City om daar haar sport te combineren met een studie kinesiologie aan de University of Utah.
Santos reed in 2013 haar eerste professionele wedstrijden en deed begin 2014 mee aan het Amerikaans olympisch kwalificatietoernooi maar plaatste zich niet voor de Olympische Winterspelen 2014 in Rusland. In 2015 deed ze mee aan haar eerste WK. In Dresden reed ze de 500 en de 1500 meter en werd ze 32e respectievelijk 28e. Enkele dagen later nam ze voor de Verenigde Staten deel aan de Winteruniversiade 2015. In februari 2019 stond Santos voor het eerst op het podium in de wereldbeker. Met de gemengde aflossingsploeg, naast Santos bestaande uit Aaron Tran, Jonathan So en Maame Biney, won ze brons in Turijn. Later dat jaar werd ze Amerikaans kampioene op de 1000 en 1500 meter en won ze daardoor tevens het allroundklassement. In het seizoen 2019/20 won ze haar eerste individuele medaille in de wereldbeker: brons in Nagoya op de 1000 meter. Ook won ze dat seizoen brons met de aflossingsploeg (Santos, Biney, Julie Letai en Corinne Stoddard) in Shanghai.
Haar doorbraak beleefde Santos in 2021 door een achtste plaats in het eindklassement tijdens het WK 2021 in Dordrecht. Tevens werd ze door een derde plek in Peking en winst in Nagoya over 1000 meter tweede in het eindklassement van de wereldbeker 2021 achter Suzanne Schulting. Op de 1500 meter eindigde ze als vierde in het eindklassement door een bronzen medaille over die afstand in Peking. Tevens kwalificeerde ze zich voor haar eerste Olympische Spelen. Tijdens deze Olympische Winterspelen 2022 in Peking kwam Santos op alle onderdelen uit, met als hoogtepunt een vierde plaats over 1000 meter.
Tijdens de Viercontinentenkampioenschappen 2023 won Santos haar eerste eremitaal, direct in alle drie de kleuren. Er werd goud gewonnen met de gemengde aflossingsploeg en brons met de aflossing vrouwen. Individueel won ze twee keer zilver, over 500 en 1500 meter.

## Persoonlijk
Santos trouwde in augustus 2022 met Travis Griswold en nam daarna de naam Santos-Griswold aan.